# Bokszeg
Bokszeg település Romániában, Arad megyében.

## Fekvése
Borosjenő keleti szomszédjában, a Fehér-Körös mellett fekvő település.

## Története
Bokszeg nevét 1553-ban említette először oklevél Bakolzegh írásmóddal.
1858-ban Karagyorgyevics Sándor, szerb király mikor trónjától megfosztották, országát elhagyni kényszerült és ide Bokszegre menekült.
A 20. század elején Arad vármegye Borosjenői járásához tartozott.
1910-ben 2679 lakosából 293 magyar, 2363 román volt. Ebből 220 római katolikus, 802 görögkatolikus, 1568 görögkeleti ortodox volt.

## Nevezetességek
- Kastély, melyet Karagyorgyevics Sándor 1860-ban építtetett. Ma általános iskola van benne. Az épület ma is őrzi eredeti formáját. L alakú, az utcai oldalát három hatalmas boltíves díszített ablak uralja.